# Basile II Kamatéros
Basile II Kamatéros (en grec : Βασίλειος Β΄ Καματηρός) est patriarche de Constantinople d'août 1183 à février 1186. Basile Kamatéros est issu d’une grande famille byzantine proche du pouvoir. Il a réçu une éducation de haute qualité qui lui a permis de monter rapidement dans le rang du pouvoir patriarcal. Diacre et garde des archives de Sainte-Sophie, il obtient le siège patriarcal en août 1183 à la place de Théodose le Boradiote, par la volonté d’Andronic Ier Comnène dont il est considéré comme la créature. Dès son élection il doit en effet s’engager par écrit à se conformer à la volonté impériale et à rejeter comme illégal tout ce qui va à l’encontre des décisions d’Andronic.
Il réunit ensuite en septembre 1183 un synode où il relève le nouvel empereur des serments qu’il avait prêté à Manuel Ier Comnène et au jeune Alexis II Comnène. Il accorde en outre une absolution générale à tous ceux qui avaient contribué à renverser Alexis II et à élever Andronic Ier au trône.
Après la chute d’Andronic Ier en septembre 1185, le nouvel empereur, Isaac II Ange, se défie bien entendu de lui et le fait déposer dès février 1186 sous le prétexte qu’il avait accepté le retour au siècle de veuves et de jeunes filles qu’Andronic Ier avait contraintes à prendre le voile.

## Biographie
Basile II Kamatèros provient d’une grande famille de fonctionnaires de Constantinople très reconnus à partir du 9e siècle. Les parents de Basile faisaient partie des membres les plus importants du sénat. Ceci lui a permis d’avoir une éducation de haute qualité. Il a été initié aux savoirs grecs, ainsi qu’aux Écrits saints et aux connaissances de droit. La ville natale de Basile est décrite par Balianitès et reste à deviner qu’il fait référence à Constantinople. Basile a eu aussi un frère jumeau, mais que le nom reste toujours inconnu. Les seuls détails qu’on a par rapport à ce frère sont qu’il eut aussi une carrière ecclésiastique et qu’il est mort avant que son frère Basile devienne patriarche.
Plusieurs hommes de la famille Kamatèros ont servi aux empereurs byzantins durant le  Xe siècle et le XIe siècle et quelques-uns se sont même liés à cette famille. La famille Kamatèros eut aussi des membres dans les rangs ecclésiastiques, parmi lesquelles on trouve Basile II. Cette famille a soutenu fièrement l’empereur Andronikos Ier. Par contre, leur pouvoir prit fin lors du XIIIe siècle.  

## Sources
On retrouve peu de sources par rapport à la vie de Basile II. Une des seules sources premières qu’on possède serait l’éloge écrit par Grégoire Antiochos, un grand rhéteur et bureaucrate contemporain à Basile II. Ce texte est une source importante pour mieux connaître l’histoire de Basile II Kamatèros.  L’éloge était écrit pour Basile et avait pour but de faciliter l’accès de Grégoire aux grâces du patriarche. Cette méthode fut utilisée par Grégoire pour plaire à plusieurs autres supérieurs ou pour demander la pitié pour lui en leur décrivant sa maladie.
Une seconde ressource primaire très importante est la didascalie écrite par Leo Balianites. Les informations retrouvées dans cette source confirment ceux qui ont été présentés dans l’éloge de Grégoire, mais avec encore plus d’exagération. Les deux sources primaires se différencient seulement par rapport aux informations données sur la mission de Basile à Rome.  Seulement Grégoire raconte plus en détail de quelle façon cette mission a pris fin. Balianites ne voulait pas raconter l’échec subi par Basile à Rome. Il raconta plutôt que Basile aida à faire la paix entre l’Empire et Rome à l’aide de sa bonne foi. Par contre, Grégoire l’expliqua que ce fut plutôt un fiasco, un échec.

## Contexte
Basile II Kamatèros a vécu durant le XIIe siècle. Ce siècle fut marqué par le règne de la dynastie Comnène de l’Empire byzantin. Alexis I Comnène mena une conquête puissante envers l’Italie et la Grèce, ainsi que l’alliance avec l’Occident dans la croisade menée contre les Turcs. Il fut suivi par son fils Jean II qui voulut réintégrer Antioche à l’Empire. Manuel I, le fils de Jean II, a dû aussi, comme son grand-père, organiser une croisade. Un de ses cousins, Andronic, allait prendre le pouvoir en détrônant le fils de Manuel Ier.
Durant le règne de Manuel I Comnène, l’Empire byzantin a vu son âge d’or. Étant donné que le successeur de Manuel I devait être son fils Alexis II, qui n’était pas si prêt de devenir empereur, Basile a dû faire un serment devant l’empereur avec la promission de garder l’empire à son fils Alexis II Comnène. Ce dernier devint empereur après la mort de son père en septembre 1180, mais mena une vie tellement dépravée qu’il assassina même sa mère. Il fut par la suite assassiné à son tour en septembre 1183, après seulement 3 ans de règne, sous la demande du nouvel empereur Andronic Ier Comnène. Après la mort du jeune Alexis, Basile demanda à Andronic d’effacer le serment fait à Manuel Ier.

## Carrière sous ManuelIer
Dans l’éloge écrit par Grégoire Antiochos, on ressort plusieurs informations par rapport à la carrière de Basile avant de devenir patriarche de Constantinople, donc avant la date de 1183. Grégoire parle de l’ascension de Basile dans la société de Constantinople sous le règne de Manuel I. En fait, Manuel I l’a beaucoup aimé et lui a confié plusieurs responsabilités impériales. Basile a donc réussi à gagner la confiance de l’empereur et à monter dans l’échelle sociale très rapidement avant son ascension au pouvoir ecclésiastique. Il  s’occupa d’abord des affaires publiques. Par après, l’empereur demanda sa présence partout où il allait alors, Basile a dû l’accompagner dans toutes ses expéditions. Étant donné la charge lourde de l’empereur de se déplacer dans toutes les régions où il était demandé, il décida de nommer Basile ambassadeur et son porte-parole. Alors, Basile  fut obligé à se déplacer dans plusieurs régions dans le nom de l’Empire. La tâche n’était pas facile pour Basile, car il devait se présenter sur de terres barbares et il devait s’engager dans des luttes verbales avec ceux-ci pour pouvoir les persuader.
Selon les dits de Grégoire Antiochos, Basile fut élu comme ambassadeur par Manuel Ier, car il était doué d’une bonne rhétorique qui lui permettait de tenir des « discours appropriés dans une seule langue», mais que tout le monde puisse le comprendre peu importe leurs origines. L’empereur fut attiré par celui-ci dû à son esprit brillant et la profondeur de sa pensée qui étaient des bonnes vertus pour s’occuper des affaires publiques. Basile était aussi vu comme étant la main droite de l’empereur, car, en plus d’être son porte-parole, il exécutait tous les ordres donnés par celui-ci. Durant les années 1150, Manuel I avait entrepris des ententes avec le royaume de Jérusalem. Basile fut alors envoyé plusieurs fois en mission  en Palestine pour verser des sommes d’argent au gouverneur de Jérusalem. Basile a eu beaucoup du mal à se sauver de ces terres durant ces missions.  
Basile fut aussi envoyé en Italie plusieurs fois pour pourparler dans le nom de Manuel Ier et tenter de s’entendre avec les Latins, mais malheureusement, une de ces missions lui fut fatale. Manuel Ier tentait de réconcilier les deux églises, celle orthodoxe et celle catholique latine, avec le pape Alexandre III. Grégoire Antiochos et Leo Balianitès ont décrit dans leurs textes la dernière mission de Basile, celle de Rome qui fut un grand échec. L’année la plus probable de cette mission est 1169. Il a dû quitter Rome dû aux désaccords par rapport aux négociations avec la papauté, ce qui nuit à l’image de l’Empire. Il fut ainsi banni par Manuel Ier pour un certain temps.
L’exil de Basile ne mena pas à la fin de sa vie politique. Au contraire, peu de temps après son exil, sa carrière prit une poussée importante avec l’arrivée au pouvoir d’Andronikos I. Ce dernier ayant aussi vécu l’exil sous le règne court d’Alexis II Comnène.

## Carrière sous AndronikosIer
L’empereur demanda le retour de Basile de son exil et  demanda son aide dans les affaires administratives de l’empire. Basile monta alors rapidement dans la hiérarchie administrative jusqu’à détenir un des postes les plus importants, celui de s’occuper des finances de l’empereur. Plus précisément, selon Balianitès, il s’occupait de l’inspection du trésor impérial. Andronikos Ier ayant beaucoup de confiance en lui, il lui donna aussi une charge ecclésiastique nommée chartophylax du patriarcat, mais aussi de s’occuper des bureaux laïques. L’empereur l’aida aussi à sa mise au pouvoir patriarcal de Constantinople.

## Patriarcat

### Début
Après 14 ans d’épreuves sous l’empereur Manuel Ier, Basile II Kamatèros prend la fonction de patriarche en août 1183, mais ne succède officiellement à Théodose qu’en septembre.  Il est mis sur le trône patriarcal à Sainte-Sophie, Église connue comme siège du patriarche de Constantinople. L’empereur Andronikos I a eu besoin que Basile II soit patriarche pour l’aider à mettre fin au pouvoir ecclésiastique du patriarche Theodosios Boradiotes qui n’était pas en faveur aux décisions de l’empereur.  Le patriarche Theodosios fut obligé d’abdiquer et fut remplacé par Basile II qui soutenait férocement l’empereur Andronikos I.
La dispute qui mit fin au patriarcat de Theodosios fut déclenchée par le fait que Theodosios avait interdit à Alexios de se marier avec Irène due à leur lien de parenté. Pour mieux comprendre, Alexios était le fils illégitime de Manuel Ier et Irène était la fille de sa cousine primaire Théodora. Alors, Alexios était l’oncle d’Irène de côté de sa mère, mais aussi cousin (d’Irène) secondaire du côté de son père. Lorsque Basile devint patriarche, il a éradiqué cette interdiction pour son empereur Andronikos, mais aussi, il a pardonné et gracié les assassins d’Alexios II Comnène. Cette décision allait devenir le fruit de son pouvoir patriarcal.   

### Implications ecclésiastiques
Grégoire Antiochos nous raconte dans son éloge que Basile II était un patriarche qui était armé de la volonté divine. Il fut un très bon orateur et rhéteur. Aussi, Grégoire décrit brièvement de quelques réformes faites par Basile. Un des premiers changements a été fait par rapport aux membres cléricaux. Il y a eu des limitations et de nouvelles restrictions qui étaient imposées. Grégoire a décrit cette réforme comme étant un nettoyage de l’Église et l’effacement de tous les « déchets » qui pourraient salir l’image de l’Église orthodoxe de Constantinople. Une autre réforme du patriarche Basile fut basée sur le nettoyage de la luxure cléricale qui a été accumulé à travers le temps. En faisant ceci, Basile a décidé d’enlever tous les ornements superficiels de l’Église pour que celle-ci finisse dans sa beauté naturelle. Ces réformes furent aussi influencées par la réorganisation sociale et financière de l’Empire sous Andronicus Ier.

### Fin du patriarcat
En septembre 1185, le protecteur de Basile, Andronic Ier Comnène, est assassiné après son détrônement mené par le peuple. Selon Grégoire Antiochos, la carrière diplomatique de Basile II après la mort d’Andronic Ier, vécut une chute, car il devint très impopulaire parmi la population et plusieurs émeutes se déclencher pour mettre fin à son pouvoir de patriarche. Il a reçu plusieurs mauvais coups. Basile a continué de siéger comme patriarche après la mise au pouvoir du nouvel empereur Isaac II. Celui-ci n’appréciait guère Basile et malgré la volonté de Basile de bien s’entendre avec son nouvel empereur et d’être le plus outil possible, il fut forcé d’abdiquer en 1186. Isaac II l’a accusé d’avoir obligé plusieurs femmes, qui sont devenues religieuses sous Andronikos Ier, de reprendre les vêtements séculiers après la mise au pouvoir d’Isaac II. Il fut aussi condamné par le synode pour avoir accepté le mariage scandaleux de deux membres de la même famille (Comnène).
Pour connaître la date de la fin du siège du patriarche Basile, plusieurs sources nous sont parvenues, mais celles-ci nous donnent trois dates différentes. D’abord,  Nicéphore Calliste nous donne une durée de siège de 6 ans et demi, ce qui est impossible dû à l’existence de deux autres patriarches durant cette période. Encore, Cigalas, Philippe de Chypre, ainsi que le Paris suppl.755 et les Atheniensis 1372, nous donne une durée de siège de deux ans et demie. Finalement, la durée la plus courte, de deux ans pille, nous la donne le Laurentianus LIX 13. Les historiens ont enfin décidé que la date la plus probable de la fin du siège de Basile II Kamatèros est durant le mois de  février 1186.